# Liste der Wiener Gemeindebauten/Neubau
Diese Liste zählt die Gemeindebauten im 7. Wiener Gemeindebezirk Neubau auf.
Es werden nur solche Objekte angeführt, die seit Beginn des sozialen Wohnbaus errichtet wurden. Ältere Häuser, die im Besitz der Stadt Wien sind und in denen ebenfalls Gemeindewohnungen vergeben werden, fehlen daher.
| Name / ID                            | Foto |                 | Adresse                          | Baujahr   | Architekt(en)                   | Kunstobjekte                                                                                   | Wohnungen | Anmerkungen |
| ------------------------------------ | ---- | --------------- | -------------------------------- | --------- | ------------------------------- | ---------------------------------------------------------------------------------------------- | --------- | --- |
| 654                                  | 1    | Datei hochladen | Badhausgasse 5–7 Standort        | 1980–1982 | Robert Zeidner                  |                                                                                                | 20        | |
| 647                                  | 1    | Datei hochladen | Bernardgasse 10 Standort         | 1949–1950 | Oskar Trubel                    | Majolikareliefs Nymphe und Hirte von Rudolf Schmidt (1950) oberhalb der beiden Eingangsportale | 10        | |
| 643 HERIS-ID: 30009 Objekt-ID: 26703 | 1    | Datei hochladen | Bernardgasse 38 Standort         | 1925–1926 | Leo Kammel                      | Vier Puttenkopf-Plastiken von Heinrich Krippel                                                 | 23        | Denkmalschutz |
| 652                                  | 1    | Datei hochladen | Hermanngasse 9 Standort          | 1967      | Rudolf Münch                    |                                                                                                | 26        | Identadresse Bandgasse 8                                                                                         |
| 655                                  | 1    | Datei hochladen | Lerchenfelder Straße 33 Standort | 1982–1983 | Othmar Augustin                 |                                                                                                | 14        | |
| 653                                  | 1    | Datei hochladen | Lindengasse 57 Standort          | 1966–1968 | Hugo Potyka                     | Smalten-Mosaik Spiel am Kindergarten von Florentina Pakosta                                    | 24        | |
| Hans-Binder-Hof 28                   | 1    | Datei hochladen | Lindengasse 61–63 Standort       | 1962–1964 | Fritz Judtmann, Anton Steflicek |                                                                                                | 42        | Benannt nach dem Bezirksvorsteher-Stellvertreter von Neubau Hans Binder (1900–1975) Identadresse Zieglergasse 17 |
| 646 HERIS-ID: 30462 Objekt-ID: 27207 | 1    | Datei hochladen | Mondscheingasse 9 Standort       | 1938–1940 | Walter Pind                     | Terrakotta-Relief Siegfried im Kampf gegen Fafner von Ferdinand Opitz                          | 18        | Denkmalschutz |
| 645                                  | 1    | Datei hochladen | Neustiftgasse 14 Standort        | 1937–1938 | Otto Nadel                      |                                                                                                | 17        | |
| 648                                  | 1    | Datei hochladen | Neustiftgasse 43 Standort        | 1954–1956 | Alexis Franken                  | Fassadenmosaik Zelt des Kara Mustapha von Walter Behrens                                       | 35        | |
| 650                                  | 1    | Datei hochladen | Neustiftgasse 89-91 Standort     | 1955–1956 | Josef Wöhnhart                  | Fassadenmosaik Welthandel von Josef Stoitzner-Millinger                                        | 67        | |
| 644 HERIS-ID: 30548 Objekt-ID: 27299 | 1    | Datei hochladen | Neustiftgasse 143 Standort       | 1925–1926 | Georg Rupprecht                 | Ornamente im Stil von Blumenvasen an der Straßenfront                                          | 39        | Denkmalschutz |
| 656                                  | 1    | Datei hochladen | Schottenfeldgasse 37 Standort    | 1987–1989 | Libuse Partyka                  |                                                                                                | 19        | |
| 649                                  | 1    | Datei hochladen | Stollgasse 1 Standort            | 1955–1956 | Peter Kritsch, Richard Siedek   | Kunststeinreliefs Von morgens bis abends von Alfons Riedel und Bauarbeiter von Rudolf Schmidt  | 96        | Identadresse Schottenfeldgasse 21, Stollgasse 1A, Stollgasse 1B, Stollgasse 1C                                   |
| 651                                  | 1    | Datei hochladen | Westbahnstraße 1 Standort        | 1958–1960 | Richard Siedek                  | Terrakotta-Relief Spielmann mit Kindern von Gertrude Diener-Hilliger                           | 51        | Identadresse Neubaugasse 35, Westbahnstraße 1A, Westbahnstraße 1B                                                |
| Otto-Limanovsky-Hof 268              | 1    | Datei hochladen | Westbahnstraße 25 Standort       | 1979–1981 | Erich Schnögass                 |                                                                                                | 54        | Benannt nach dem Bezirksvorsteher von Neubau Otto Limanovsky (1907–1984)                                         |